# Hou (plaats)
Hou is een kustplaats in de Deense regio Noord-Jutland, gemeente Aalborg, en telt 734 inwoners (2007).